# Тімсах Арена
«Бурса Буюкшехір Беледі Стадіум» (тур. Bursa Büyükşehir Belediye Stadyumu) — футбольний стадіон у місті Бурса, Туреччина, домашня арена ФК «Бурсаспор».

## Загальний опис
Стадіон побудований протягом 2011—2015 років та відкритий 21 грудня 2015 року. Має потужність 43 331 глядач і обладнаний сучасною стадіонною та периферійною інфраструктурою, що робить його одним із найсучасніших та логістично найпривабливіших стадіонів Туреччини. Відповідає вимогам УЄФА.

## Назва
Назва арени «Тімсах Арена» із турецької перекладається як «Крокодил Арена», що пов'язане з особливостями її конструкції. Стадіон спроєктований таким чином, щоб його загальні обриси нагадували крокодила. Фасад арени пофарбований у зелених тонах, а його фрагмент має риси голови крокодила. Ця тварина є символом «Бурсаспора», команду якого називають «крокодилами». Окрім цієї, стадіон має ще й іншу назву — «Бурса Буюкшехір Беледі Стадіум», яка після заборони президента Туреччини Реджепа Таїпа Ердогана на використання терміна «арена» в назвах спортивних споруд залишається єдиною офіційною назвою. З 2017 року назва «Тімсах Арена» використовується неофіційно, однак у трансформації на «Тімсах Стадіум». Також арену називають «Бурса Метрополітен» та «Муніципальний стадіон».